# Joanna Wołosz
Joanna Wołosz (Elbląg,  Polonia, 7 de abril de 1990) es una jugadora de voleibol profesional femenino, miembro de la Selección femenina de voleibol de Polonia desde 2010, siendo su capitana, que a su vez, también es la capitana del equipo de voleibol italiano Imoco Volley Conegliano.

## Clubs
- SMS PZPS Szczyrk/Gedania Gdańsk (2006–2009)
- Impel Wrocław (2009–2011)
- BKS Stal Bielsko-Biała (2011–2013)
- Unedo Yamamay Busto Arsizio (2013–2015)
- KPS Chemik Police (2015–2017)
- Imoco Volley (2017–)

## Premios

### Clubes
- Supercopa de Polonia 2015 - Campeón, con Chemik Police
- Liga polaca 2015–16 - Campeón, con Chemik Police
- Copa de Polonia 2015-16 - Campeón, con Chemik Police
- Liga polaca 2015–16 - Campeón, con Chemik Police
- Copa de Polonia 2016-17 - Campeón, con Chemik Police
- 2017–18 Liga italiana - Campeón, con Imoco Volley Conegliano
- Supercopa de Italia 2018 - Campeón, con Imoco Volley Conegliano
- 2018-19 Liga italiana - Campeón, con Imoco Volley Conegliano
- 2018–19 CEV Champions League - Subcampeón, con Imoco Volley Conegliano
- Supercopa de Italia 2019 - Campeón, con Imoco Volley Conegliano
- Campeonato Mundial de Clubes de Voleibol Femenino de la FIVB de 2019 - Campeones, con Imoco Volley Conegliano
- Copa de Italia 2019-20 (Coppa Italia) - Campeón, con Imoco Volley Conegliano
- Supercopa de Italia 2020 - Campeón, con Imoco Volley Conegliano
- Copa de Italia 2020-21 (Coppa Italia) - Campeón, con Imoco Volley Conegliano
- 2020-21 Liga italiana - Campeón, con Imoco Volley Conegliano
- CEV Champions League 2020-21 - Campeones, con Imoco Volley Conegliano
- Supercopa de Italia 2021 - Campeones, con Imoco Volley Conegliano
- Campeonato Mundial de Clubes de Voleibol Femenino de la FIVB de 2021: Subcampeones, con Imoco Volley Conegliano
- Copa de Italia 2021-22 (Coppa Italia) - Campeón, con Imoco Volley Conegliano

### Individuales
- Copa Polaca 2016-17 - "Mejor armadora"
- Liga italiana 2017–18 - "Jugador más valioso"
- 2017–18 CEV Champions League - "Mejor armadora"
- Campeonato Mundial de Clubes de Voleibol Femenino FIVB 2019 - "Mejor armadora"
- Copa de Italia 2020-21 (Coppa Italia) "Jugador más valioso"